# Žarovnica
Žarovnica falu Horvátországban Varasd megyében. Közigazgatásilag Lepoglavához tartozik.

## Fekvése
Varasdtól 24 km-re délnyugatra, községközpontjától 4 km-re északra fekszik.

## Története
A falunak 1857-ben 566, 1910-ben 1073 lakosa volt. A trianoni békeszerződésig Varasd vármegye Ivaneci járáshoz tartozott. 2001-ben 266 háztartása és 928 lakosa volt.

## Nevezetességei
A településen kívül, az erdőben, a Jelenac-dombon áll a 18. század közepén épült Havas Boldogasszony-kápolna. Építése és díszítése a 19. és a 20. század folyamán is folytatódott. Az épület bár kívülről egyszerű kialakítású, belülről a mozgalmas barokk stílus jellemzi. A tabernákulumon és a kiváló kivitelezésű sekrestyei szekrény mellett a szentély és a mellékoltárok is egy pálos festőműhely pazarul kivitelezett munkái. Rendkívül körültekintő elhelyezésével a kápolna Kamenica és Žarovnica felől is minden irányból jól látható.

## Külső hivatkozások
- Lepoglava város hivatalos oldala
- Lepoglava turisztikai egyesületének honlapja